# Wilhelm Benecke (Unternehmer)
Wilhelm Benecke (* 1797; † 1827) war ein deutscher Unternehmer.
Benecke begründete 1816 den ältesten Turnverein der Welt, die Hamburger Turnerschaft von 1816.
Der Berliner Bankierssohn war aus Berlin nach Hamburg gekommen. Gelernt hatte Benecke das Turnen bei Friedrich Ludwig Jahn.
1819 verließ er die Hansestadt und ging in seine Heimat zurück.